# Pseudaonidia marquesi
Pseudaonidia marquesi är en insektsart som beskrevs av Costa Lima 1924. Pseudaonidia marquesi ingår i släktet Pseudaonidia och familjen pansarsköldlöss. Inga underarter finns listade i Catalogue of Life.